# Taylor County (Texas)
Taylor County je okres ve státě Texas v USA. K roku 2010 zde žilo 131 506 obyvatel. Správním městem okresu je Abilene. Celková rozloha okresu činí 2 380 km².